# Вейнбаум, Григорий Спиридонович
Григо́рий Спиридо́нович Вейнба́ум (1891—1918) — российский революционер, большевик, член ЦИК Советов Сибири, борец за установление Советской власти в Сибири.

## Биография
Родился в городе Рени Измаильского уезда Бессарабской губернии Российской империи. По одним данным, его отец — Спиридон Иванович Вейнбаум — был учителем трёхклассного училища в Рени, по другим — губернским чиновником министерства юстиции, надворным советником. Мать была болгаркой по национальности. Так, ротмистр отдельного корпуса жандармов в Яланской волости сообщает:

Ссыльнопоселенец Григорий Спиридонов Вейнбаум, сын надворного советника, бывший студент С.-Петербургского университета.[…] Человек развитой, весьма конспиративный, пользовался уважением ссыльных.

В 1905 году переехал с семьей в Петербург. Во время обучения в гимназии Григорий познакомился с марксистской литературой и приобщился к революционной работе. В 1909 г. окончил гимназию с серебряной медалью. Поступил на историко-филологический факультет Санкт-Петербургского университета. В это же время Григорий стал пропагандистом рабочих кружков Выборгского района Петербурга (под псевдонимом «Валентин»).
В апреле 1910 года был арестован по делу Петербургского комитета РСДРП и выслан в Енисейскую губернию на поселение в Енисейский уезд, деревню Подгорную, Яланской волости. По прибытии в ссылку организовал социал-демократическую фракцию ссыльных деревни Подгорной, пытался вести пропаганду социал-демократических идей среди крестьян, устраивал чтение рефератов для ссыльных. Обучал крестьянских детей грамоте, создал кассу взаимопомощи ссыльных.
В октябре 1913 г. переведён в Енисейск, где устроился в контору золотопромышленника Власова. Вновь арестован 1 мая 1914 г. и выслан в село Каргинское Маклаковской волости Енисейского уезда. В селе Казачинское Енисейского уезда познакомился с Адой Лебедевой, на которой вскоре женился. 19 апреля 1916 года срок ссылки закончился и Вейнбаум был зачислен в сословие крестьян и поселился в Минусинске, где устроился на работу инструктором в посредническое товарищество кооперативов Минусинского уезда.
После Февральской революции 1917 года — один из организаторов Минусинского совета, редактор «Известий Минусинского совета» и большевистской газеты «Товарищ». По решению Красноярской партийной организации Вейнбаум и Лебедева переехали в Красноярск. В апреле 1917 г. введён в состав красноярского комитета РСДРП. С мая по июль 1917 г. редактировал газету «Красноярский рабочий». C июля 1917 года — председатель Красноярского совета.
После Октябрьской революции — председатель Губисполкома и член ЦИК Советов Сибири. В начале 1918 года — уполномоченный Народного комиссариата иностранных дел в Сибири. Вёл мирные переговоры с чехословаками, сносился с иностранными государствами.
Руководил национализацией промышленности, транспорта и торговых предприятий. При участии Вейнбаума были разработаны проекты постройки в Красноярске заводов сельскохозяйственных машин и кожевенных изделий.
Возвратившись в Красноярск за несколько дней до падения советской власти в 1918 году, Вейнбаум высказался против принятого губернским исполкомом решения о вывозе ценностей и эвакуации советских работников на Север. Вейнбаум в числе других руководителей большевиков был захвачен белогвардейцами в районе Туруханска, отправлен в Красноярскую тюрьму. 25 октября 1918 г. приговорён военно-полевым судом чехословацкого корпуса при эшелоне № 49 к расстрелу вместе с И. Белопольским, В. Яковлевым, Я. Дубровинским и А. Парадовским. Приговор был вынесен в три часа ночи, а через час приведён в исполнение. Всем осуждённым вменялись убийства чехов, а также агитация против чехов среди враждебных им военнопленных — немцев и венгров. На суде в качестве вещественного доказательства использовались статьи в советских газетах, в которых обвиняемые призывали жителей губернии бороться с чехословаками, как с силой, несущей в себе возрождение прежнего режима.

## Память
В честь Григория Вейнбаума названа одна из центральных улиц Красноярска, которая пересекается с улицей Ады Лебедевой.

## Интересные факты
Григорий Вейнбаум был полиглотом. Наблюдавшие за Вейнбаумом в ссылке жандармы давали ему следующую характеристику:

Знает несколько языков: французский, немецкий, болгарский, латинский, греческий, несколько наречий Балканского полуострова (мать у него болгарка) и отчасти английский язык

При непосредственном участии Вейнбаума был подготовлен и издан «Краткий словарь иностранных слов», введение к которому также написал Вейнбаум. На 70 страницах словаря объяснялось значение 1866 иностранных слов, наиболее употребляемых в общественно-политической печати.